# جولی ارتل
جولی ارتل (انگلیسی: Julie Ertel؛ زادهٔ december ۲۷, ۱۹۷۲ (۵۲ سال)) ورزشکار ورزش سه‌گانه اهل ایالات متحده آمریکا است.
وی در مسابقات کشوری و بین‌المللی در مجموع برندهٔ ۱ مدال طلا، ۱ مدال نقره شده‌است.